# 江刺市
江刺市（日语：／ Esashi shi */?）是位于岩手縣内陸中南部的一個已不存在的市。2006年（平成18年）2月20日，與水澤市、胆澤郡胆澤町、前澤町、衣川村合併為奧州市。現在是奥州市東北部的江刺區。

## 歷史

### 江刺的語源
有一說是從表示膽澤郡之前方的「イサキ（膽前）」轉化而來，另有一說是從阿伊努語的e-sa-us-i（意指「頭部向前（河川）突出者」）而來，此外尚有其他說法。

### 沿革
- 1889年（明治22年）4月1日：開始實施町村制。

關於伴隨町村制實施而成立的各町村請參照江刺郡這個條目
- 1955年（昭和30年）2月10日：江刺郡岩谷堂町、稻瀨村、愛宕村、田原村、廣瀨村、梁川村、玉里村、藤里村、米里村、伊手村合併成江刺町。
- 1955年（昭和30年）7月10日：江刺町的一部分（舊稻瀨村的一部分）改編入北上市（現在的北上市稻瀨町）。
- 1958年（昭和33年）11月3日：江刺町改制為江刺市。
- 2006年（平成18年）2月20日：水澤市、膽澤郡膽澤町、前澤町、衣川村合併，形成奥州市。

## 行政
- 末任市長：相原正明（あいはら まさあき・2003年3月13日就任）

## 姊妹市、友好都市

### 海外
- 雪帕敦（英语：Shepparton）（澳大利亞 維多利亞州）
  - 1979年（昭和54年）3月3日結為姊妹市
- 羅伊特、布萊滕旺（奧地利 蒂罗尔州）
  - 1991年（平成3年）6月7日結為姊妹市

## 教育

### 小學校
- 江刺市立伊手小學校
- 江刺市立稻瀨小學校
- 江刺市立愛宕小學校
- 江刺市立岩谷堂小學校
- 江刺市立玉里小學校
- 江刺市立大田代小學校
- 江刺市立田原小學校
- 江刺市立廣瀨小學校
- 江刺市立藤里小學校
- 江刺市立梁川小學校
- 江刺市立人首小學校
- 江刺市立木細工小學校

### 中學校
- 江刺市立江刺東中學校
- 江刺市立田原中學校
- 江刺市立江刺第一中學校
- 江刺市立江刺南中學校

### 高等學校
- 岩手縣立岩谷堂高等學校
  - 早期便施行綜合學科（日语：総合学科）的高校。
- 岩手縣立岩谷堂農林高等學校
  - 是日本少數以能夠學習土木、林業系為特色的高校。

## 交通

### 鐵道路線
東北新幹線有通過但未設站。有市名在內的水澤江刺車站位在舊水澤市裡。

### 公共汽車
- 岩手縣交通
- 江刺市營公車

### 道路
- 一般國道
  - 國道107號
  - 國道397號
  - 國道456號
- 主要地方道
  - 岩手縣道8號水澤米里線
  - 岩手縣道10號江刺室根線
  - 岩手縣道14號一關北上線
  - 岩手縣道27號江刺東和線
- 一般縣道
  - 岩手縣道108號江刺金崎線
  - 岩手縣道156號岩明岩谷堂線
  - 岩手縣道174號小友米里線
  - 岩手縣道179號玉里梁川線
  - 岩手縣道197號田原折居線
  - 岩手縣道251號玉里水澤線
  - 岩手縣道255號廣瀨三尻線
  - 岩手縣道262號沖田田原線
  - 岩手縣道287號口内伊手線

## 觀光
- 歷史公園「江刺藤原之鄉（日语：えさし藤原の郷）」，為NHK大河劇「炎立」「秀吉」「利家與松」「義經」的主要拍攝場地。
- 奥州藤原氏之祖，「藤原清衡」的出生地與居城「豐田館跡」。

## 祭典
- 1月第3個週六 - 伊手熊野蘇民祭
- 5月3、4日 - 江刺甚句祭
- 8月6、7日 - 七夕祭
- 8月15、16日 - 陸奧國盂蘭盆祭
- 10月最後一個週六 - 江刺市產業祭

## 鄉土藝術
- 鹿舞（鹿踊り，ししおどり）：因宮澤賢治的童話「鹿舞的開始踊（鹿踊りのはじまり）」而有名。
- 原體劍舞：因宮澤賢治的詩「原體劍舞連」而有名。江刺市田原原體地區所傳承之技藝。現在在江刺市米里兄和田地區也有傳承這種舞蹈。江刺市立人首小學校裡，兄和田劍舞是小學四年級以上的必修課程。

## 特產

### 食物
- 江刺金札米
- 江刺蘋果
- 岩谷堂羊羹
- 龜之子煎餅
- 蛋麵
- 金婚漬

### 物產
- 岩谷堂櫥櫃（日语：岩谷堂箪笥）

## 名人
- 藤原清衡（奥州藤原氏初代、平泉開祖）
- 安部香里（地方藝人）
- 池田文春（漫畫家）
- 大瀧詠一 （音樂家）
- 勝山海百合（小説家）
- 菊地かまろ（漫畫家）
- 小牧正英 （芭蕾舞者）
- 菅原勲（騎師）
- 津田禎（青森電視台播報員）
- 前田川克郎（大相撲力士）
- 吉田達也（鼓手）
- 菊池恩惠 - 企業家、小説家

## 外部連結
- 水沢市・江刺市・前沢町・胆沢町・衣川村合併協議会
- 国土地理院 地形図閲覧システム 2万5千分1地形図名：陸中江刺（南西） （页面存档备份，存于）